# Bjørn Paulson
Bjørn Paulson   (Bergen, 21 de juny de 1923 - Skien, 14 de gener de 2008) fou un atleta noruec, especialista en el salt d'alçada, que va competir durant les dècades de 1940 i 1950. Era un net del banquer i crític literari Andreas Paulson.
El 1948 va prendre part en els Jocs Olímpics d'Estiu de Londres, on guanyà la medalla de plata en la prova del salt d'alçada del programa d'atletisme, rere John Winter.
En el seu palmarès també destaca el campionat nacional de salt d'alçada de 1948.
Jurista de formació, fou superintendent de policia el 1953. De 1967 a 1993 va exercir de fiscal.

## Millors marques
- Salt d'alçada. 1,96 metres (1948)[4]